# TOFD
TOFD, sigla di Time of flight diffraction ultrasonics, è una metodologia di ispezione a ultrasuoni, e in quanto tale rientra nella famiglia dei controlli non distruttivi.
Il TOFD è un sistema computerizzato ideato nel Regno Unito dal Dr. Maurice Silk per l'utilizzo nell'industria delle apparecchiature nucleari. L'uso del TOFD consente la mappatura di fessurazioni o discontinuità di minimo diametro, ed aggiunge accuratezza alla misurazione delle stesse, consentendo una speranza di vita superiore alle apparecchiature esaminate, rispetto al classico controllo radiografico.

## Principio di funzionamento
La misurazione dell'ampiezza di un segnale riflesso è in genere un sistema poco affidabile di valutazione dimensionale dei difetti, dato che l'ampiezza dipende dall'orientamento della discontinuità. Il TOFD, invece dell'ampiezza, misura il tempo di percorrenza (Time Of Flight) di un impulso ultrasonico per determinare la posizione di un punto di riflessione.
In un sistema TOFD, ad esempio nel controllo di un tubo, una coppia di sensori è posta sulle due facce della saldatura. Uno dei sensori emette un impulso che è ricevuto dal sensore opposto. In una saldatura integra vengono ricevuti due segnali: uno che viaggia lungo la superficie, e uno riflesso dalla parete opposta. Nel caso di una cricca, vi è una diffrazione dell'onda a causa delle estremità della cricca stessa. Misurando il tempo di percorrenza dell'impulso, la profondità della cricca può essere calcolata mediante semplice analisi trigonometrica.

## Caratteristiche del TOFD
- È un sistema automatico e computerizzato di analisi delle saldature.
- I sensori sono montati su un equipaggio mobile, e registrano i risultati in sincrono al movimento.
- Rispetto ad un'analisi ultrasonica, il TOFD è sensibile alle cricche e ne misura accuratamente le dimensioni.
- Il TOFD ha due zone cieche in cui non è sensibile ai difetti, quindi deve essere supportato da un'analisi ecografica nelle zone delle pareti esterne. I sensori ecografici sono in genere montati sullo stesso equipaggio mobile che alloggia il TOFD.
- Il TOFD richiede operatori UT esperti.